# 阮氏玉瓊
平興公主阮氏玉瓊（越南语：／；1788年—1849年），阮朝嘉隆帝次女，生母是昭容林氏拭。
景興四十九年（1788年），阮氏玉瓊出生。嘉隆七年（1808年），公主21歲，下嫁先興郡公范文仁之子范文信。明命二十一年（1840年），明命帝封玉瓊為平興公主。嗣德二年（1849年），公主去世，享年六十二歲，諡婉淑。
平興公主育有二子一女。